# Heribert Rech

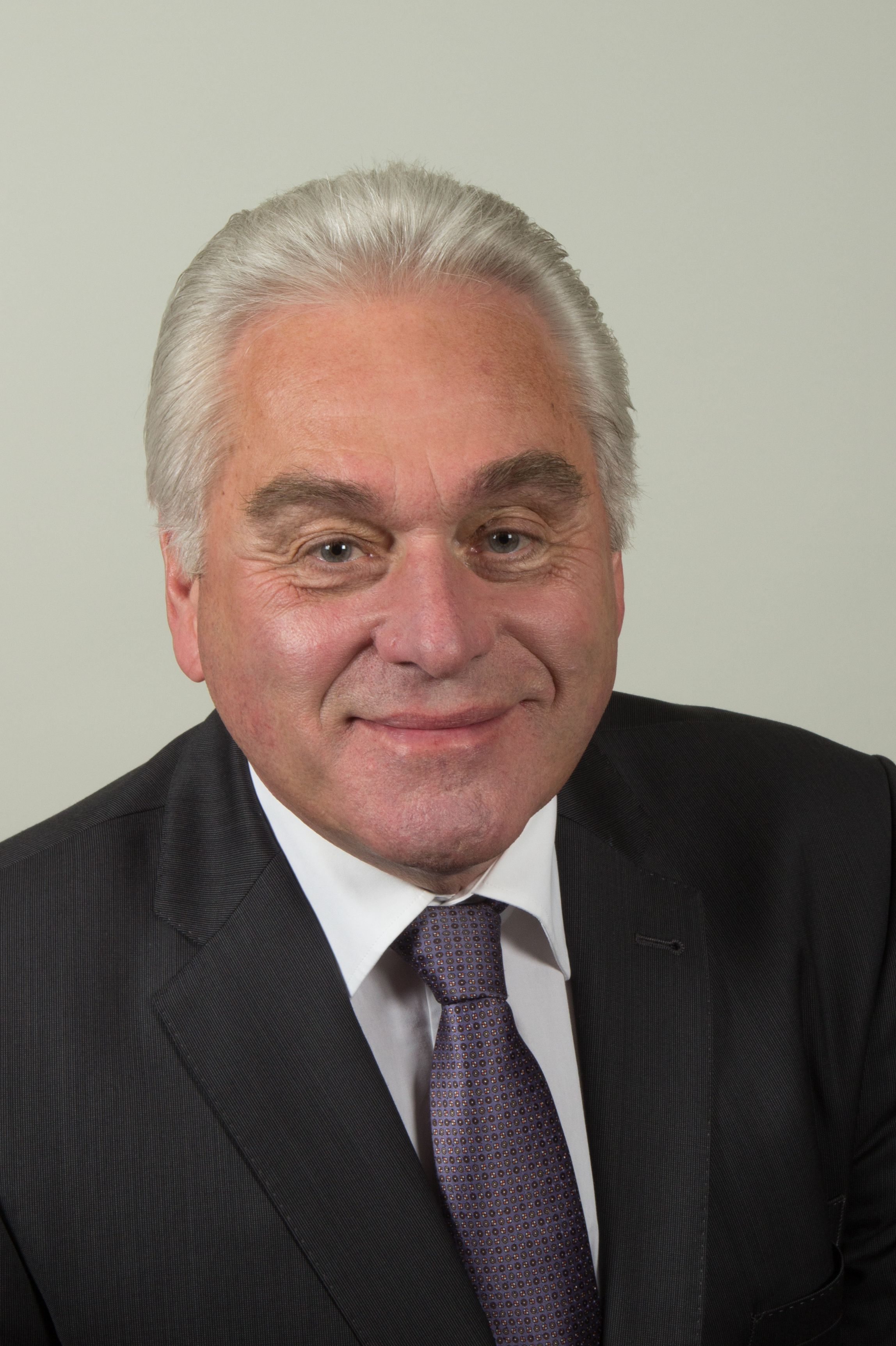
Heribert Rech, 2013

Heribert Rech (* 25. April 1950 in Östringen, Landkreis Karlsruhe) ist ein deutscher Politiker (CDU) und war vom 14. Juli 2004 bis zum 12. Mai 2011 Innenminister des Landes Baden-Württemberg und zugleich Landesbeauftragter für Vertriebene, Flüchtlinge und Aussiedler.

## Werdegang
Heribert Rech stammt aus einer donauschwäbischen Vertriebenenfamilie aus Parabutsch in der Batschka. Er besuchte die Volksschule in Bad Schönborn-Langenbrücken (Kreis Karlsruhe) und anschließend das Gymnasium in Heidelberg. Ebenfalls in Heidelberg absolvierte er das Studium der Rechtswissenschaften an der Universität Heidelberg. 1977 legte er das Erste Staatsexamen ab. Nach dem Assessorexamen im Jahre 1979 war er bis Juni 2001 als Rechtsanwalt tätig. Vom 13. Juni 2001 bis zum 14. Juli 2004 war er Politischer Staatssekretär im Innenministerium von Baden-Württemberg. Am 14. Juli 2004 wurde Heribert Rech zum Innenminister des Landes Baden-Württemberg ernannt.
Rech war von 1992 bis 2001 stellvertretender Vorsitzender des CDU-Kreisverbandes Karlsruhe-Land und war von 1992 bis 2016 Mitglied des Landtags von Baden-Württemberg als direkt gewählter Abgeordneter für den Wahlkreis 29 Bruchsal. 2005 wurde er als Nachfolger von Thomas Schäuble zum Bezirksvorsitzenden der CDU Nordbaden gewählt.
Rech ist katholisch, seit 1997 verwitwet und hat zwei erwachsene Töchter. Zwischenzeitlich war er mit der Kommunalpolitikerin Margarete Krug liiert.

## Kritik

### Amoklauf in Winnenden
Bundesweite Aufmerksamkeit erlangte Rech, als er am Tag nach dem Amoklauf eines 17-Jährigen in Winnenden vorläufige Ermittlungsergebnisse über eine angebliche Ankündigung des Täters im Internet präsentierte, die einer weiteren Überprüfung nicht standhielten. Ein LKA-Beamter war einem Hinweis nachgegangen, und die Ermittlungsgruppe hatte die vorläufigen Informationen direkt an die Staatsanwaltschaft und den Innenminister weitergeleitet.

### Polizeieinsätze bei Protesten gegen Stuttgart 21
Bei einer Demonstration gegen das Projekt Stuttgart 21 kam es am 30. September 2010 zu Auseinandersetzungen zwischen Polizei und Demonstranten. Hierbei wurde mit Tränengas, Pfefferspray, Wasserwerfern und Schlagstöcken gegen die Demonstranten vorgegangen; unter den Demonstranten befanden sich unter anderem Kinder, die an einer Schüler-Demo teilnahmen. Das Innenministerium unter Rech rechtfertigte dies zunächst mit der Aussage, dass die Demonstranten Pflastersteine auf die Polizisten geworfen hätten – dies wurde allerdings am Abend vom Innenministerium zurückgenommen.
Innenminister Heribert Rech rechtfertigte den massiven Polizeieinsatz im ZDF: „Wenn Kinder in die vorderste Linie gebracht werden von ihren Müttern, von ihren Vätern, wenn sie instrumentalisiert werden, wenn sich Mütter mit den Kindern der Polizei in den Weg stellen, dann müssen sie eben auch mit einfacher körperlicher Gewalt weggebracht werden.“ So ähnlich sagte Rech das auch im Radiosender SWR1 Baden-Württemberg, woraufhin der Moderator Christoph Zehendner klarstellte, dass die Kinder aus einer angemeldeten Schülerdemo einer Stuttgarter Schule stammten. Daraufhin meinte Rech, dass die Schülerdemo aber völlig anders verlaufen sei als angekündigt.
Laut Polizeiinspekteur Schneider hatten die Demonstranten zuerst Pfefferspray gegen Polizisten eingesetzt. „Der massive Widerstand hat dazu geführt, dass die Polizei Pfefferspray, Wasserwerfer und im Einzelfall auch Schlagstöcke einsetzen musste“, sagte Schneider. „Wir hätten gerne darauf verzichtet.“ Bei der Pressekonferenz führte die Polizei unter anderem Videomaterial als Beweis an.
Als Folge des umstrittenen Polizeieinsatzes verlor Rech am 4. Oktober 2010 die Schirmherrschaft des Kinder- und Jugendschutzvereins Kids for Kids e. V. Der Verein begründete dies, wie er in einer Pressemitteilung mitteilte, durch die „gnadenlose Machtdemonstration der verantwortlichen Landesregierung und des ihr unterstellten Polizeiapparats gegenüber wehrlosen Kindern, Jugendlichen und Bürgern“.
Anfang Oktober 2010 erstattete Dietrich Wagner, der bei der Demonstration am 30. September Teilnehmer war und dessen Augen von einem Wasserwerfer getroffen wurden, Strafanzeige gegen Rech. Wagner erblindete durch diesen Vorfall fast vollständig. Die Polizei widersprach Wagners Angaben aus seinem „Gedächtnisprotokoll“ explizit. „Wir haben den Mann hinter den Barrikaden immer wieder beiseite genommen“, sagt der Stuttgarter Polizeipräsident Siegfried Stumpf. „Doch er ist immer wieder zurückgelaufen. Er selbst hat sich direkt in den Strahl gestellt.“ Es gibt ein Foto der Polizei, das den Eindruck vermittelt, Wagner stehe in Siegerpose allein auf weiter Flur im Strahl eines Wasserwerfers.

### Kosten Stuttgart 21
Im Jahr 2008 erklärte Rech als zuständiger Innenminister von Baden-Württemberg im Bezug auf die Kosten für das Bahnhofsprojekt Stuttgart 21: „Ich kenne kein Großprojekt in dieser Dimension in Deutschland, wenn nicht in Europa, das so solide durchgerechnet ist wie dieses Projekt.“ Hierzu wird kritisiert, die Aussage decke sich nicht mit den angenommenen erheblichen Kostensteigerungen von 3 bis 4 Milliarden Euro auf 8 bis 10 Milliarden Euro.

## Einzelbelege
1. ↑  Margarete Krug wird Erste Bürgermeisterin. In: stimme.de. 28. Februar 2007, abgerufen am 18. Februar 2025.
2. ↑  Rüdiger Soldt: Minister Rech in der Kritik: Es sollte ein schneller Ermittlungserfolg sein; Frankfurter Allgemeine Zeitung, 13. März 2009.
3. ↑  Florian Gathmann: Amok-Ermittlungspanne; Spiegel Online, 13. März 2009
4. ↑  Polizei zerschlägt Protest mit Gewalt; n-tv.de, 30. September 2010
5. ↑  Eskalation in Stuttgart: Minister verteidigt Polizeieinsatz – Merkel besorgt; Zeit Online vom 1. Oktober 2010
6. ↑  Polizei beschuldigt S-21-Gegner (Memento vom 7. Oktober 2010 im Internet Archive); Meldung auf web.de (Online nicht mehr verfügbar.)
7. ↑  Stuttgarter Polizei gibt Demonstranten Schuld an Gewalt (Memento vom 8. Dezember 2010 im Internet Archive); Stuttgarter Zeitung, 5. Oktober 2010
8. ↑  „Stuttgart 21“-Verletzter stellt Strafanzeige gegen Minister; nachrichten.at, 6. Oktober 2010
9. ↑  Fast erblindeter Aktivist will Entschuldigung von Mappus; in: Spiegel Online vom 28. Dezember 2010
10. ↑  Rhein-Neckar-Zeitung, 8. Oktober 2010, S. 21
11. ↑  Sebastian Kemnitzer Hans Hinterberger: Milliarden-Grab Stuttgart 21: Wenn der Tunnel zur Bedrohung wird. 25. Juni 2019 (br.de [abgerufen am 1. Juli 2019]).
12. ↑  Geht’s nicht ein wenig billiger? Die Großbaustellen in Stuttgart und Köln verschlingen Milliarden. Deutschlandfunk Kultur, 12. Juni 2013, abgerufen am 1. Juli 2019.

| Personendaten    | Personendaten                                                              |
| ---------------- | -------------------------------------------------------------------------- |
| NAME             | Rech, Heribert                                                             |
| KURZBESCHREIBUNG | deutscher Politiker (CDU), MdL, Innenminister des Landes Baden-Württemberg |
| GEBURTSDATUM     | 25. April 1950                                                             |
| GEBURTSORT       | Östringen, Landkreis Karlsruhe                                             |